# شاه یخ
سایمون پتریکوف (به انگلیسی: Simon Petrikov) که بیشتر با نام شاهٔ یخ (به انگلیسی: Ice King) یک شخصیت داستانی از فرنچایز وقت ماجراجویی می‌باشد. وی برای نخستین بار در انیمیشن سریالی آمریکایی وقت ماجراجویی معرفی شد. او در فصل‌های اولیهٔ این انیمیشن سریالی نقش هماورد اصلی را برعهده داشت و در فصل‌های بعد تبدیل به یک شخصیت مکمل گردید. وی همچنین یکی از شخصیت‌های اصلی مجموعهٔ اسپین‌آف پویانمایی بزرگسالان وقت ماجراجویی: فیونا و کیک می‌باشد.